# 里見時成
里見 時成（さとみ ときなり、生年不明 - 延元2年/建武4年1月12日（1337年2月13日））は、日本の鎌倉時代から南北朝時代にかけての武士。伊賀守。
時成は新田氏庶宗家の里見氏の流れを汲み、その中でも越後新田党を形成した越後里見氏の出身。
元弘3年/正慶2年（1333年）5月、上野で挙兵した新田義貞の元に参陣し義貞の鎌倉攻めに従軍する。以後も義貞に従い、建武の中興後の建武2年（1335年）11月、足利尊氏追討軍に従軍した。
延元元年/建武3年（1336年）から延元2年/建武4年（1337年）にかけて起こった金ヶ崎の戦いでは、瓜生保・義鑑坊兄弟と共に義貞の甥脇屋義治から5千の兵を授けられ、金ヶ崎城に籠る義貞の救援へ向かうが、延元2年/建武4年1月12日、この動きを察知した今川頼貞に急襲され討たれた。
敦賀市金ヶ崎町の絹掛神社に、義貞の子義顕、瓜生保、由良具滋、気比氏治らと共に合祀されている。